# Ferrovia Den Helder-Amsterdam
La ferrovia Den Helder-Amsterdam, anche conosciuta come Staatslijn K (tradotto dall'olandese, "Linea di stato K"), è una linea ferroviaria dei Paesi Bassi tra Den Helder e Amsterdam Centraal.

## Storia
La costruzione cominciò il 18 agosto 1860 e si concluse con l'apertura dell'ultima tratta il 15 ottobre 1878. Le sezioni che vennero aperte erano:
- 18 dicembre 1865 - Den Helder - Alkmaar
- 1 maggio 1867 - Alkmaar - Uitgeest
- 1 novembre 1869 - Uitgeest - Zaandam
- 15 maggio 1878 - Zaandam - Amsterdam Willemspoort
- 15 ottobre 1878 - Amsterdam Willemspoort - Amsterdam Oosterdok

La linea fu costruita e gestita per i primi anni dalla Hollandsche IJzeren Spoorweg-Maatschappij. L'elettrificazione tra Alkmaar e Amsterdam fu completata nel 1931 mentre tra Den Helder e Alkmaar fu completata nel 1958.

## Caratteristiche
La ferrovia è, come la maggior parte delle ferrovie dei Paesi Bassi, elettrificata e alimentata con corrente continua a 1500 volt. La linea è a binario unico da Den Helder a Schagen, a due binari da Schagen a Amsterdam.
| Unknown route-map component "exKBHFa" |

| Unknown route-map component "KBHFxa" |

|  | Unknown route-map component "eABZgl" | Unknown route-map component "exCONTfq" |

| Stop on track |

| Unknown route-map component "hKRZWae" |

| Stop on track |

| Unknown route-map component "hKRZWae" |

| Stop on track |

| Unknown route-map component "hKRZWae" |

|  | Unknown route-map component "ABZg+l" | Unknown route-map component "CONTfq" |

| Stop on track |

| Unknown route-map component "hKRZWae" |

| Stop on track |

| Unknown route-map component "hKRZWae" |

| Station on track |

| Stop on track |

| Stop on track |

| Stop on track |

| Unknown route-map component "CONTgq" | Unknown route-map component "ABZgr" |  |

| Unknown route-map component "SKRZ-Au" |

| Stop on track |

| Unknown route-map component "hKRZWae" |

| Stop on track |

| Stop on track |

| Unknown route-map component "SKRZ-Au" |

| Stop on track |

|  | Unknown route-map component "ABZg+l" | Unknown route-map component "CONTfq" |

| Station on track |

| Unknown route-map component "TUNNEL1W" |

|  | Unknown route-map component "ABZgl" | Unknown route-map component "STR+r" |

| Unknown route-map component "CONTgq" | Unknown route-map component "KRZo" | Unknown route-map component "ABZg+r" |

| Unknown route-map component "STR+l" | Unknown route-map component "STRr+l" | One way rightward |

| Stop on track | Straight track |  |

| Unknown route-map component "ABZg+l" | Unknown route-map component "TS+BHFu" | Unknown route-map component "STR+r" |

| Unknown route-map component "SKRZ-Au" | Unknown route-map component "SKRZ-Au" | Unknown route-map component "SKRZ-Au" |

| Continuation forward | Unknown route-map component "ABZg+l" | One way rightward |

|  | Unknown route-map component "S+BHF" |

| Continuation forward |